# Tibor Reisner
Tibor Reisner (Čantavir (Servisch: Чантавир), 7 juli 1926 – São Paulo, 24 december 1999) was een Braziliaans componist, muziekpedagoog, dirigent en contrabassist van Hongaarse afkomst. Hij was een zoon van de componist en dirigent Rudolf Reisner.

## Levensloop
Reisner groeide op met de harmonieorkesten van zijn vader. Na de Tweede Wereldoorlog vertrok hij naar Brunswijk in Duitsland, waar hij muziek aan het conservatorium studeerde. In de jaren 1950 emigreerde hij naar Brazilië en woonde in São Paulo. Aldaar was hij werkzaam als kapelmeester van onder andere het Orquestra Sinfônica do Teatro Municipal de São Paulo en andere orkesten, maar ook als componist, arrangeur en als eigenaar van een opnamestudio en het platenlabel PAT Records.
Later vertrok hij naar Joinville (Brazilië) waar hij directeur van de Escola de Música Villa-Lobos werd. Tot zijn leerlingen aldaar behoorden onder anderen Fernando de Jesus Machado Filho, beter bekend onder zijn pseudoniem Sizão Machado, Gilberto Machado Formiga en Cíntia Moraes. Reisner werd dirigent van het Orquestra Filarmônica Harmonia-Lyra Joinville (Brazilië), het Orquestra Sinfônica de Santo André en het Orquestra Sinfônica de Curitiba.

## Composities

### Werken voor harmonieorkest
- Glücksstern, wals
- Hino de Joinville, voor samenzang en harmonieorkest – tekst: van de componist, Luiz Fernando Melara en Ruy Randolfo Weber
- Mein Dirndl, Ländler
- Musik kennt keine Grenzen, polka
- Nachtzauber, wals
- Warten auf's Glück, polka

### Vocale muziek
- Sweet Love, voor drie zangstemmen

### Filmmuziek
- 1980 Joelma 23§ Andar